# Orden total acotado
En matemáticas, un conjunto presenta un orden total acotado respecto a una relación binaria cuando tiene un orden total y está acotado superior e inferiormente.

## Definición
Dado un conjunto A y una relación binaria {\displaystyle \precsim } definida entre los elementos de A, que expresaremos {\displaystyle (A,\precsim )} y la relación se representa:
{\displaystyle a\precsim b}
Se dice que se ha definido un orden total acotado en el conjunto A, si la relación {\displaystyle (A,\precsim )} cumple las propiedades:
Relación reflexiva
{\displaystyle \forall x\in A\;:\quad x\precsim x}
Relación antisimétrica
{\displaystyle \forall x,y\in A\;:\quad x\precsim y\quad \land \quad y\precsim x\quad \longrightarrow \quad x=y}
Relación transitiva
{\displaystyle \forall x,y,z\in A\;:\quad x\precsim y\quad \land \quad y\precsim z\quad \longrightarrow \quad x\precsim z}
Relación total
{\displaystyle \forall x,y\in A\;:\quad x\precsim y\quad \lor \quad y\precsim x}
y Acotado
Dado un conjunto A en el que se ha definido una relación binaria {\displaystyle \precsim }, siendo {\displaystyle (A,\precsim )} un conjunto totalmente ordenado.
El elemento y de A es máximo si se cumple que:
{\displaystyle y\in A\;es\;m{\acute {a}}ximo\;si:\quad \forall x\in A\;:\quad x\precsim y}
Se denomina máximo y define una cota superior en A; el elemento máximo es único. Si el conjunto A y la relación binaria {\displaystyle \precsim }, que expresaremos {\displaystyle (A,\precsim )} es un orden total y tiene máximo, entonces es un conjunto con orden total y acotado superiormente.
Del mismo modo el elemento z de A que cumple:
{\displaystyle z\in A\;es\;m{\acute {\imath }}nimo\;si:\quad \forall x\in A\;:\quad z\precsim x}
Se denomina mínimo y define una cota inferior en A; el elemento mínimo es único. Si el conjunto A y la relación binaria {\displaystyle \precsim }, que expresaremos {\displaystyle (A,\precsim )} es un orden total y tiene mínimo, entonces es un conjunto con orden total y acotado inferiormente.
Un conjunto con orden total solo se dice acotado, si está acotado superior e inferiormente.